# Dracula II: Odrodzenie
Dracula II: Odrodzenie – amerykański film grozy z 2003 roku, sequel filmu Dracula 2000, również reżyserowanego przez Patricka Lussiera.

## Obsada
- Jason Scott Lee
- Stephen Billington
- Diane Neal
- Craig Sheffer
- Khary Payton
- Jason London
- Roy Scheider
- Brande Roderick
- Chris Hunter
- John Light

## Fabuła
Do kostnicy trafia zwęglone ciało, po dokładnych oględzinach para młodych studentów stwierdza, iż jest to wampir. Zaintrygowani tym faktem, podmieniają ciała i sami kradną wampira. Wraz ze śmiertelnie chorym profesorem i dwójką przyjaciół próbują przywrócić go do życia, a następnie robią mu badania w celu odkrycia serum nieśmiertelności.